# Moškovec
Moškovec – wieś i gmina (obec) w powiecie Turčianske Teplice, kraju żylińskim, w północno-centralnej Słowacji. Znajduje się w Kotlinie Turczańskiej u podnóży gór. Zabudowania wsi rozłożyły się nad brzegami wypływającego z tych gór potoku Vedžer. Pierwsza pisemna wzmianka o wsi pochodzi z roku 1258.

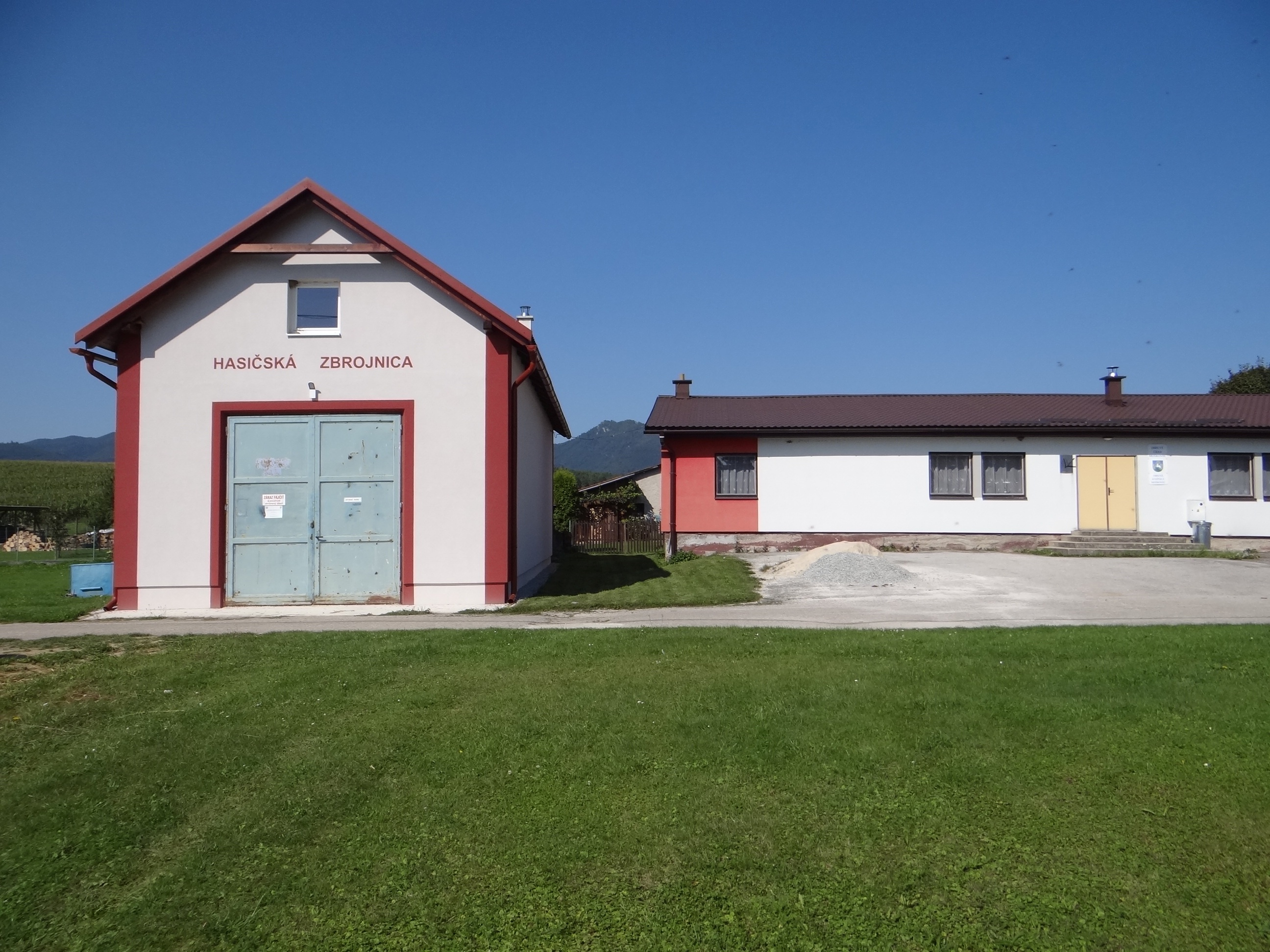
Remiza strażacka
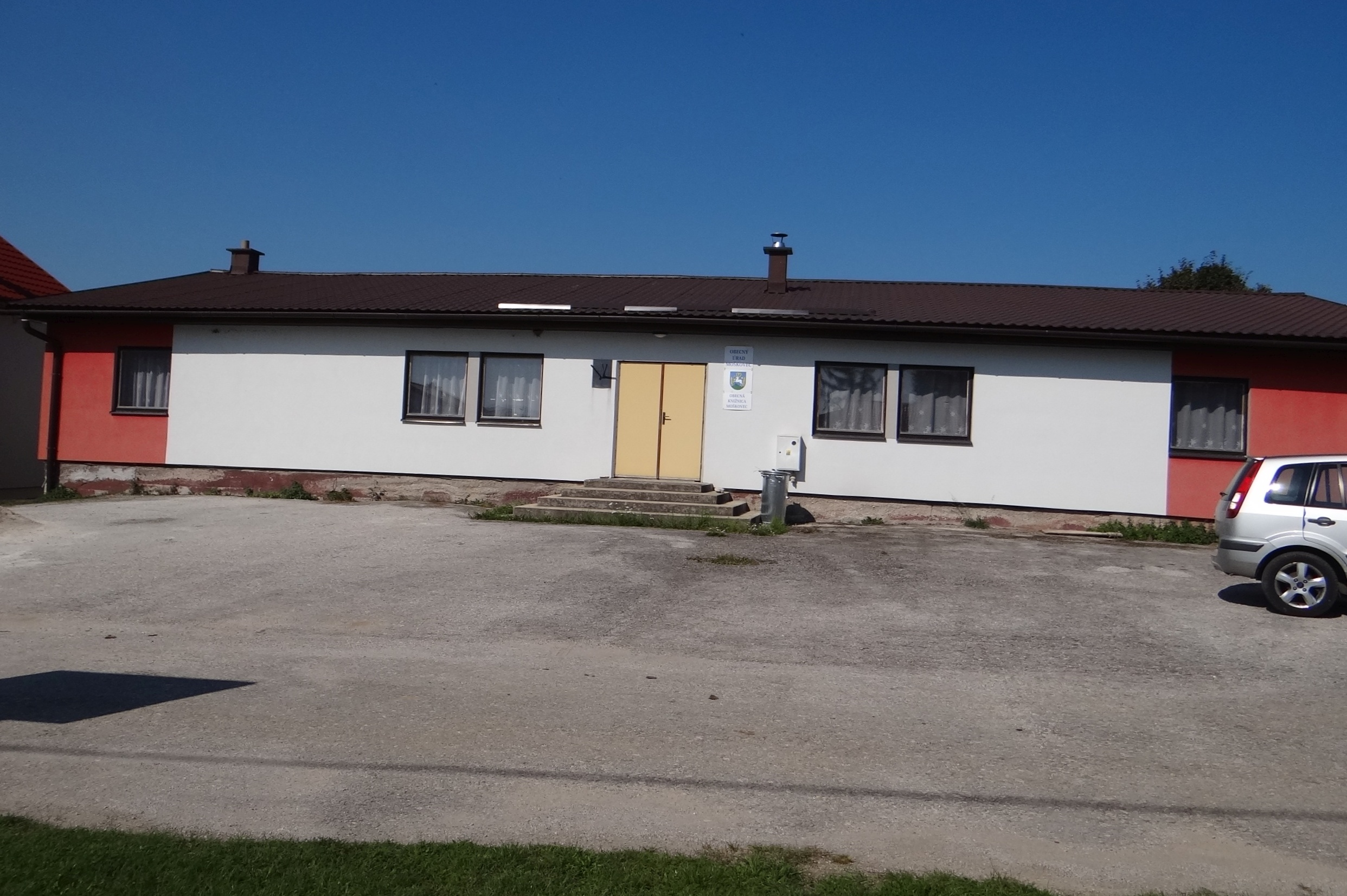
Budynek gminy
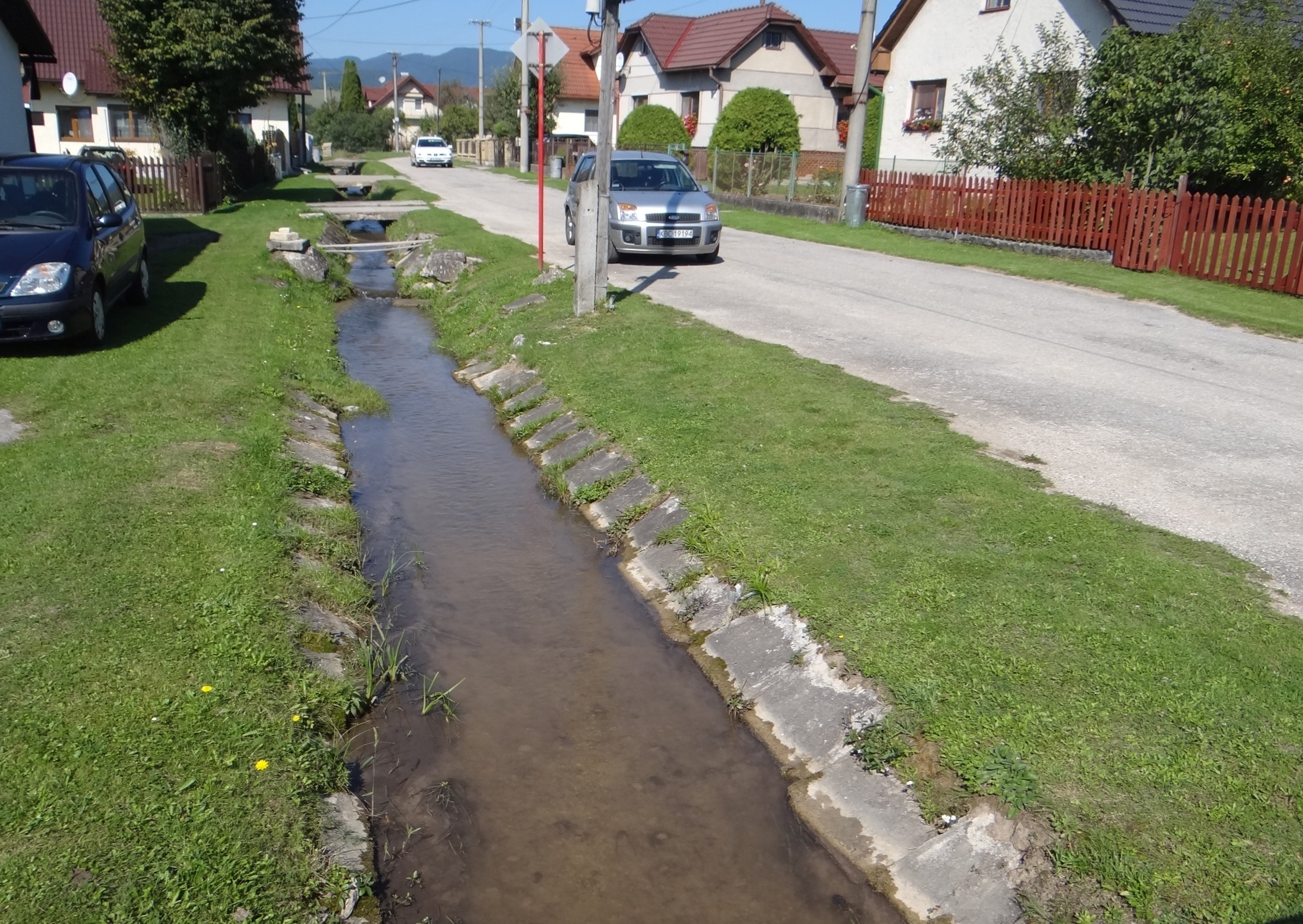
Główna ulica wsi